# رودريغو ميون
رودريغو ميون (بالإسبانية: Rodrigo Migone)‏ (6 يونيو 1996 بفيلا جوبيرنادور غالفيز في الأرجنتين - ) هو لاعب كرة قدم أرجنتيني في مركز مهاجم ‏. لعب مع روزاريو سنترال.

## وصلات خارجية
- رودريغو ميون على موقع قاعدة بيانات كرة القدم.إي يو (الإنجليزية)
- رودريغو ميون على موقع Soccerway.com (الإنجليزية)
- رودريغو ميون على موقع AS.com (الإسبانية)